# Oktoberdage
Oktoberdage er en dansk film fra 1970.
- Manuskript: Bent Christensen og Leif Panduro.
- Instruktion: Bent Christensen.

Blandt de medvirkende kan nævnes:
- Ebbe Rode
- Helle Virkner
- Ove Sprogøe
- Benny Hansen
- Kjeld Nørgaard
- Bendt Rothe
- Kjeld Jacobsen
- Claus Nissen
- Erik Kühnau
- Bjørn Watt Boolsen
- Ejner Federspiel
- Jens Okking
- Poul Petersen
- John Wittig
- Gunnar Lemvigh
- Holger Vistisen
- Lone Lindorff
- Vigga Bro
- Olaf Nielsen
- Niels Hinrichsen
- Claus Ryskjær
- Jørgen Buckhøj